# إيشين نيشيو
إيشين نيشيو (西尾維新 نيشيو إيشين) هو مؤلف ياباني ولد في 1981.

## أعماله

### روايات
- سلسلة زاريغوتو
  - كوبيكيري سايكل: الموهوبة الزرقاء ومسخر الهراء
  - كوبيشيمي رومانتيست: معدوم الإنسانية هيتوشيكي زيروزاكي
  - كوبيتسوري هايسكول: تلميذ مسخر الهراء
  - سايكو لوجيكال (الجزء 1): قاتل الهراء الخاص بغايسكي أوتسوريغي
  - سايكو لوجيكال (الجزء 2): أغنية المنجذب
  - هيتوكوي ماجيكال: سادة المجازر، الإخوة نيونوميا
  - نيكوسوغي راديكال (الجزء 1): السلالم الثلاثة عشر
  - نيكوسوغي راديكال (الجزء 2): الحاكم الأحمر ضد البذرة البرتقالية
  - نيكوسوغي راديكال (الجزء 3): الموهوبة الزرقاء ومسخر الهراء
- سلسلة نينغين
  - الاختبار البشري لسوشيكي زيروزاكي
  - الطرقة البشرية لكيشيشيكي زيروزاكي
  - الإنسان البشري لماغاشيكي زيروزاكي
  - العلاقات البشرية لهيتوشيكي زيروزاكي: العلاقة مع إيزومي نيونوميا
  - العلاقات البشرية لهيتوشيكي زيروزاكي: العلاقة مع إيوري موتو
  - العلاقات البشرية لهيتوشيكي زيروزاكي: العلاقة مع سوشيكي زيروزاكي
  - العلاقات البشرية لهيتوشيكي زيروزاكي: العلاقة مع مسخر الهراء
- سلسلة سيكاي
  - عالمنا المحطم
  - العالم المحطم الغريب والبسيط
  - العالم الذي حطمناه
  - عالمنا المحطم المحاط بالغرابة والبساطة
- سلسلة سايكيو
  - الحب الأول الأقوى بين البشرية
  - الحب النقي الأقوى بين البشرية
  - نبض القلب الأقوى بين البشرية
  - سويتهارت الأقوى بين البشرية
  - البندقية الأقوى بين البشرية
- سلسلة JDC
  - دبل داون كانغورو
  - تريبل بلاي سكياكورو
- سلسلة مونوغاتاري
  - باكيمونوغاتاري (الجزء 1)
  - باكيمونوغاتاري (الجزء 2)
  - كيزومونوغاتاري
  - نيسيمونوغاتاري (الجزء 1)
  - نيسيمونوغاتاري (الجزء 2)
  - نيكومونوغاتاري (كورو)
  - نيكومونوغاتاري (شيرو)
  - كابوكيمونوغاتاري
  - هانامونوغاتاري
  - أوتوريمونوغاتاري
  - أونيمونوغاتاري
  - كويمونوغاتاري
  - تسوكيمونوغاتاري
  - كويوميمونوغاتاري
  - أواريمونوغاتاري (الجزء 1)
  - أواريمونوغاتاري (الجزء 2)
  - أواريمونوغاتاري (الجزء 3)
  - زوكوؤاريمونوغاتاري
  - أوروكامونوغاتاري
  - وازامونوغاتاري
  - ناديمونوغاتاري
  - موسوبيمونوغاتاري
  - شينوبومونوغاتاري
  - يويمونوغاتاري
  - أماريمونوغاتاري
  - شينومونوغاتاري (الجزء 1)
  - شينومونوغاتاري (الجزء 2)
- سلسلة كاتاناغاتاري
  - كاتاناغاتاري الفصل الأول: «كانّا» المطلق
  - كاتاناغاتاري الفصل الثاني: «ناماكورا» القاطع
  - كاتاناغاتاري الفصل الثالث: «تسوروغي» الألفي
  - كاتاناغاتاري الفصل الرابع: «هاري» الرفيع
  - كاتاناغاتاري الفصل الخامس: «يوروي» المعادي
  - كاتاناغاتاري الفصل السادس: «كانازوتشي» المثنى
  - كاتاناغاتاري الفصل السابع: «بيتا» الشرير
  - كاتاناغاتاري الفصل الثامن: «كانزاشي» الرقيقة
  - كاتاناغاتاري الفصل التاسع: «نوكوغيري» المولى
  - كاتاناغاتاري الفصل العاشر: «هاكاري» الصادق
  - كاتاناغاتاري الفصل الحادي عشر: «ميكّي» السام
  - كاتاناغاتاري الفصل الثاني عشر: «جو» الناري
  - مانيواغاتاري
- سلسلة دينسيتسو
  - هيميدين
  - هيتسودين
  - هيساندين
  - هيهودين
  - هيغودين
  - هيروكودين
  - هيبودين
  - هيئيدين
  - هيكيودين
  - هيشودين
- سلسلة المحققة الناسية
  - مذكرة كيوكو أوكيتيغامي
  - توصية كيوكو أوكيتيغامي
  - تحدي كيوكو أوكيتيغامي
  - وصية كيوكو أوكيتيغامي
  - استقالة كيوكو أوكيتيغامي
  - زواج كيوكو أوكيتيغامي
  - حساب كيوكو أوكيتيغامي
  - أسفار كيوكو أوكيتيغامي
  - غلاف كيوكو أوكيتيغامي
  - ألوان كيوكو أوكيتيغامي
  - تذكرة كيوكو أوكيتيغامي
  - رسم كيوكو أوكيتيغامي
  - تصريح كيوكو أوكيتيغامي
- معركة الأبراج
- الفتاة الناقصة
- سلسلة فريق المتحرين الوسماء
  - فريق المتحرين الوسماء: نجمة الظلام التي تشع لك وحدك
  - النصاب والرجل الخفي والشبان الوسماء
  - الشاب الوسيم في العلية
  - أوشيي وترحال الشبان الوسماء
  - حكاية جزيرة بانوراما المؤثرة
  - الشبان الوسماء من Dزاكا
  - مقعد الشبان الوسماء
  - الشاب الوسيم ذو الرداء الأخضر
  - الشاب الوسيم M
  - الشاب الوسيم السحلية (الضوء)
  - الشاب الوسيم السحلية (الظل)
  - الشاب الوسيم في شارع المشارح
- وردية كايتو فلانور

### روايات مستوحاة من سلسلات مانغا
- XXXHOLiC أناذر هوليك: هباء حلقة لاندولت
- ديث نوت أناذر نوت: قضايا قتل بي بي في لوس أنجلوس
- جوجوز بيزار أدفنتشر أوفر هيفن

### مانغا
- هوكاغو، ناناجيكانمي. (رسم: يون كوغا)
- أوروؤبوي أوروبوروس! (رسم: تاكيشي أوباتا)
- ميداكا بوكس (رسم: أكيرا أكاتسوكي)
- الاختبار البشري لسوشيكي زيروزاكي (رسم: إيروكا شيوميا)
- RKD-EK9 (رسم: تاكيشي اوباتا)
- ناني مادي نارا كوروسيرو؟ (رسم: أكيهيسا إيكيدا)
- الفتى المريض و الفتاة المريضة (رسم: أكيرا أكاتسوكي)
- معركة الأبراج (رسم: أكيرا أكاتسوكي)
- الفتاة الناقصة (رسم: ميتسورو هاتوري)
- باكيمونوغاتاري (رسم: إيتو أوغوري)

## وصلات خارجية
- إيشين نيشيو على موقع IMDb (الإنجليزية)
- إيشين نيشيو على موقع ميوزك برينز (الإنجليزية)
- إيشين نيشيو على موقع قاعدة بيانات الفيلم (الإنجليزية)
- إيشين نيشيو على موقع ANN person (الإنجليزية)